# 洛阳石化
洛阳石化是位于中华人民共和国河南省洛阳市的大型炼油企业，隶属于中国石油化工集团，是中国第一座单系列年加工500万吨原油的炼油厂。

## 历史
1976年3月，中国计委批准建设河南炼油厂，后更名为洛阳炼油厂（简称“洛炼”）。该厂于1977年底或1978年初开工建设，1984年10月27日，开始试运行投产。因洛阳炼油厂的建设，该地区于1982年经国务院批准设立为洛阳市吉利区。
该厂后更名为洛阳石化总厂（简称“洛化”）。1989年10月，在全国500家贡献最大、效益最好的企业评比中，洛化名列第126位。1993年12月29日，该厂通过国家验收，成为中国最大的单系列年加工500万吨原油装置。
1991年，依托洛阳炼油厂建设的洛阳化纤工程（“大化纤”）被列入八五计划，由中国石化总公司和河南省合资建设。2001年6月29日，作为九五计划重点建设项目的大化纤工程全面竣工投产。